# General-purpose processing on graphics processing units
 (décembre 2015).
Si vous disposez d'ouvrages ou d'articles de référence ou si vous connaissez des sites web de qualité traitant du thème abordé ici, merci de compléter l'article en donnant les références utiles à sa vérifiabilité et en les liant à la section « Notes et références ».

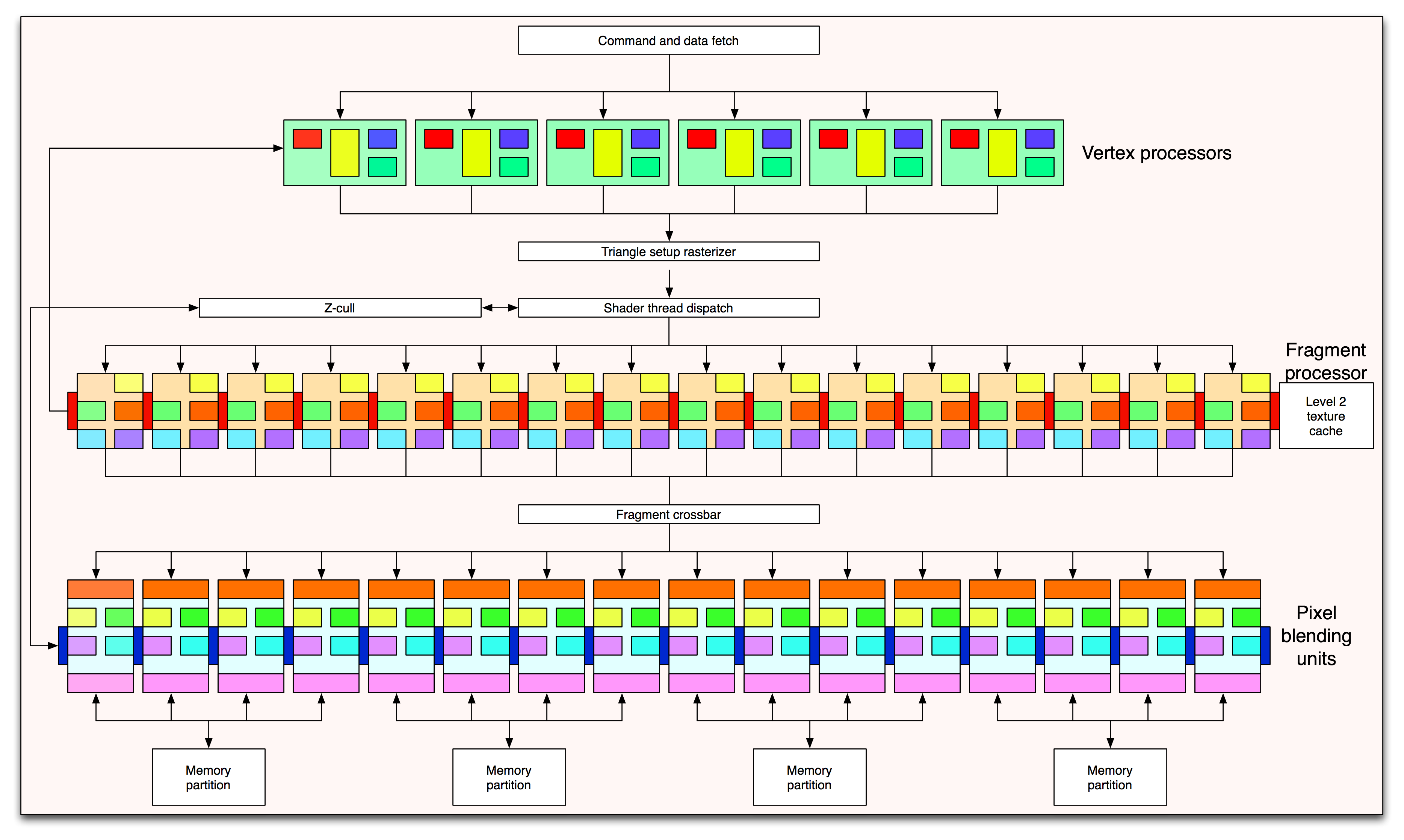
Structure interne du processeur graphique d'une GeForce 6800.

GPGPU est l'abréviation de general-purpose computing on graphics processing units, c'est-à-dire calcul générique sur processeur graphique. L'objectif de tels calculs est de bénéficier de la capacité de traitement parallèle des processeurs graphiques.

## GPGPU en modèle de remplacement duCPU
Avant l'arrivée des GPGPU, le CPU, processeur central de l'ordinateur, traitait la plupart des opérations lourdes en calcul comme les simulations physiques, le rendu hors-ligne pour les films, les calculs de risques pour les institutions financières, la prévision météorologique, l'encodage de fichier vidéo et son, etc.
Intel avec ses 80 % de parts de marché sur les CPU dominait donc très largement tous les besoins en calcul et pouvait en extraire de substantielles marges. 
Certains de ces calculs lourds sont cependant facilement parallélisables et peuvent donc bénéficier d'une architecture pensée pour le calcul parallèle. La plupart des architectures parallèles étaient lourdes, chères et s'adressaient à un marché de niche jusqu'à ce que le GPU s'impose comme un acteur important du calcul parallèle. 
Le GPU est un produit grand public avec une large diffusion grâce aux débouchés des jeux vidéo, ce qui permet d'en réduire les coûts par rapport à une architecture trop spécialisée. Une architecture relativement bon marché et taillée pour le calcul parallèle au point d'afficher des performances parfois supérieure à 2 000 %[réf. nécessaire] par rapport à un CPU haut de gamme de dernière génération.
Si les premiers GPU étaient à fonctions fixes, ils ont évolué pour devenir programmables. Ainsi depuis la NVIDIA GeForce 3 qui implémente les Pixels shaders 1.1, les processeurs graphiques disposent d'une unité de géométrie programmable. Et depuis la AMD Radeon R300 qui implémente les Pixels shaders 2.0, le calcul se fait sur des nombres flottants et plus seulement sur des nombres entiers.

## Exemples d'applications
Les pilotes libres de cartes graphiques AMD Radeon pour Linux recourent aux shaders pour accélérer le décodage vidéo (voir Video Acceleration API) sur les machines équipées d'un processeur d'ISA x86_64, car ceux-ci ne sont généralement pas associés à décodeur vidéo matériel dédié, contrairement aux SoC ARM ou RISC-V par exemple.